# (36275) 2000 AO138
2000 AO138 (asteroide 36275) é um asteroide da cintura principal. Possui uma excentricidade de 0.06896430 e uma inclinação de 10.81135º.
Este asteroide foi descoberto no dia 5 de janeiro de 2000 por LINEAR em Socorro.